# El mapache
«The Coon» (en España y en Hispanoamérica «El mapache») es el segundo episodio de la decimotercera temporada de South Park, y el episodio 183 de la serie. Se estrenó en el canal Comedy Central en Estados Unidos el 18 de marzo de 2009. En este episodio, Cartman es un vigilante que se convierte en un superhéroe llamado «El Mapache» pero aparece «Mysterion» y opaca la atención de todos y Eric que cada vez está más celoso de la popularidad y del éxito de su rival Mysterion se une con más personas que odian a Mysterion y formula un plan para despopularizarlo.
Este episodio, escrito y dirigido por el cofundador de la serie Trey Parker, fue calificado para mayores de 17 años en Estados Unidos. Originalmente fue concebido como un episodio sobre la recesión económica, pero finalmente este tema se utilizó en el posterior episodio titulado «Margaritaville». 
«The Coon» dio pie a la especulación sobre la identidad de Mysterion. En un primer momento, Parker y Stone declararon que no había una respuesta específica a esta incógnita. En un episodio de la decimocuarta temporada, «Mysterion Rises», se descubre que Mysterion es Kenny. Este episodio parodia varias películas basadas en cómics de estética lúgubre que acababan de ser estrenadas, por ejemplo The Dark Knight (El caballero de la noche en Hispanoamérica). 
En general, el capítulo recibió críticas positivas, y según Nielsen Media Research, fue visto en 3,27 millones de hogares la semana que se estrenó. «The Coon» fue lanzado en DVD y Blu-ray junto con el resto de la decimotercera temporada el 16 de marzo de 2010. «The Coon» también fue lanzado en DVD en A Little Box of Butters el 28 de septiembre de 2010. Fue lanzado una vez más en DVD y Blu-ray como bonus episode con la decimocuarta temporada.

## Trama
Disfrazado de mapache, Cartman se convierte en un vigilante llamado "El Mapache", que intenta acabar con el crimen en South Park. A pesar de que Cartman intenta llamar la atención sobre El Mapache usando el boca a boca, a nadie parece interesarle las hazañas de este héroe. Cuando El Mapache denuncia supuestos "delitos" (como cuando confunde a un hombre que quiere besar inocentemente a su novia con un violador) al departamento de policía, le amenazan con encarcelarlo, pero escapa dejando camisas. En una clase, Cartman intenta hacerle publicidad a una aparición de El Mapache, anunciando que estará en el tejado de un Walgreens esa misma tarde. Cuando Cartman (disfrazado de El Mapache) se presenta allí, se encuentra a otro superhéroe llamado "Mysterion", que se ha ganado el aprecio del pueblo convirtiéndose en un icono de la lucha contra el crimen. La policía y los ciudadanos quieren saber quién es Mysterion. Cartman, enfadado por su inexistente popularidad y por la atención que está recibiendo Mysterion, intenta desenmascararlo, pero solo consigue formular más interrogantes, al sugerirle Wendy que no tiene por qué ser un chico.
Cartman decide librar a la ciudad de Mysterion, reclutando a su archienemigo el Profesor Chaos (Butters). Como los demás residentes en South Park, el Profesor Chaos conoce a Mysterion pero no a El Mapache. Butters también quiere descubrir la identidad de Mysterion, pero su lista de sospechosos solo incluye a los niños de la clase de cuarto grado de Mr. Garrison que se parecen entre sí. En un plan para desenmascarar a Mysterion, Cartman convence al Profesor Chaos de que amenace con la destrucción del hospital si Mysterion no revela su identidad. Cuando Cartman ha colocado los explosivos TNT y va a buscar los detonadores, Mysterion aparece por sorpresa y lucha contra el Profesor Chaos en la azotea del edificio. Una multitud se reúne abajo y anima a Mysterion, mientras que la policía no interviene puesto que las balas no pueden traspasar la armadura de papel de aluminio del Profesor Chaos. Dramáticamente, Cartman aparece para luchar del lado de Mysterion con la esperanza de que a él también le consideren un héroe. En ese momento, el Profesor Chaos huye dándose por vencido. Tras la victoria, Cartman convence a Mysterion de que se quite la máscara, diciéndole que tales amenazas para la seguridad pública seguirán sucediendo si no revela su identidad.
A pesar de la amenaza de encarcelamiento, Mysterion se quita la máscara, y solo les enseña a los telespectadores la parte de su cara que se parece a la de casi todos los alumnos de la clase de Mr. Garrison. La multitud, sin embargo, queda asombrada, y muy a pesar de Cartman, Mysterion es arrastrado a prisión. Ahora que el Profesor Chaos y Mysterion han sido vencidos, Cartman se considera el superhéroe de South Park y piensa que todas las ciudades deberían tener un Mapache como él.

## Producción
"El Mapache" fue escrito y dirigido por el cocreador de la serie Trey Parker. Se emitió por primera vez el 12 de marzo de 2009 en el canal norteamericano Comedy Central. Como la mayoría de los episodios de South Park, "El mapache" fue concebido por Parker y su compañero cofundador Matt Stone una semana antes de la emisión del episodio. En un principio, Kenny, Kyle y Stan iban a ser superhéroes como Cartman, y el episodio giraría en torno a un grupo de superhéroes al estilo de Watchmen (película), una película basada en la novela gráfica del mismo título que había sido publicada ese mismo mes. Comenzaron trabajando en los borradores de los otros trajes de superhéroe, pero acabaron antes a Cartman y a su alter ego, El Mapache. Al principio, Parker y Stone hicieron que Cartman se preocupara más de su imagen como superhéroe que de luchar contra el crimen, pero al ir trabajando en el episodio, Cartman fue cobrando cada vez más protagonismo hasta que decidieron convertirlo en el único superhéroe de los cuatro chicos.
Parker y Stone llevaban tiempo planeando hacer un episodio sobre la recesión económica, en el que Cartman, vestido como un superhéroe llamado "El Mapache", luchaba contra la recesión. Por eso, en la primera escena de "El Mapache" Cartman debate sobre el pobre estado económico de la nación y de la elección del presidente Barack Obama. En este episodio, Cartman descubría que la recesión era causa de la venta de licuadoras de Jimmy Buffett's Margaritaville, así que combatía contra el cantante Jimmy Buffett y el inversor Warren Buffett, que se presentaba como hermano de Jimmy. Finalmente la idea fue desechada, y "El Mapache" se convierte en un episodio que parodia las películas basadas en cómics. Algunos elementos de la recesión económica y de las licuadoras Margaritaville se introdujeron en el siguiente episodio "Margaritaville".
La identidad de Mysterion no se revela en "El Mapache". Después de la emisión del episodio, la pregunta "¿Quién es Mysterion?" era frecuentemente formulada en el apartado de FAQ de la página oficial de South Park, South Park Studios. La respuesta que se dio es que "no hay respuesta", y que solo Trey Parker y Matt Stone lo sabían. Parker dijo que era una de las cosas más frecuentes que le habían preguntado, además de la identidad del padre de Cartman, que se reveló en el episodio 201 de la decimocuarta temporada. 
En un principio, Parker y Stone afirmaron que no había respuesta para la pregunta sobre la identidad de Mysterion, puesto que nunca usaron a un personaje específico para hacer de él. En el final original del episodio, después de que Mysterion sea arrestado, Kyle aparece en la cárcel, por lo que parece ser el superhéroe. Sin embargo, el Mysterion real le visita, y Kyle explica que fingió ser Mysterion para que el verdadero superhéroe siguiera libre y combatiera el crimen. Como agradecimiento, Mysterion revela su identidad mostrando su rostro, pero igual que en el episodio emitido, el espectador no puede determinar quién es puesto que, sin sombrero, todos los niños son iguales. El final se eliminó porque Parker y Stone opinaban que era demasiado largo para un gag literal y para mostrar que Kyle no es Mysterion. 
En cualquier caso, es curioso que mantuvieran la escena en la que Mysterion se pone en contacto con Kyle y le pide ayuda, cuando en el episodio nunca vemos a Kyle ayudar a Mysterion excepto en la escena eliminada. Esta escena se puede ver en las escenas eliminadas del DVD y Blu-ray de la decimotercera temporada. Los superhéroes de "El Mapache" regresaron en los episodios de la decimocuarta temporada "El Mapache II: retrospectiva", "El ascenso de Mysterion" y "El Mapache vs. El Mapache y amigos", en el que Kenny resulta ser Mysterion.
Keo Thongkham y Kevin Dalton, artistas del guion gráfico, dibujaron en detalle la imagen de Mysterion que aparece en un telediario dentro del episodio. Una semana antes de la emisión del episodio, el minonista Zazzle y South Park Studios, pusieron a la venta camisetas y sudaderas del episodio, incluyendo una con una imagen de Cartman como El Mapache y una de Mysterion con la pregunta "¿Quién es Mysterion?".